# برخاست و فرود عمود

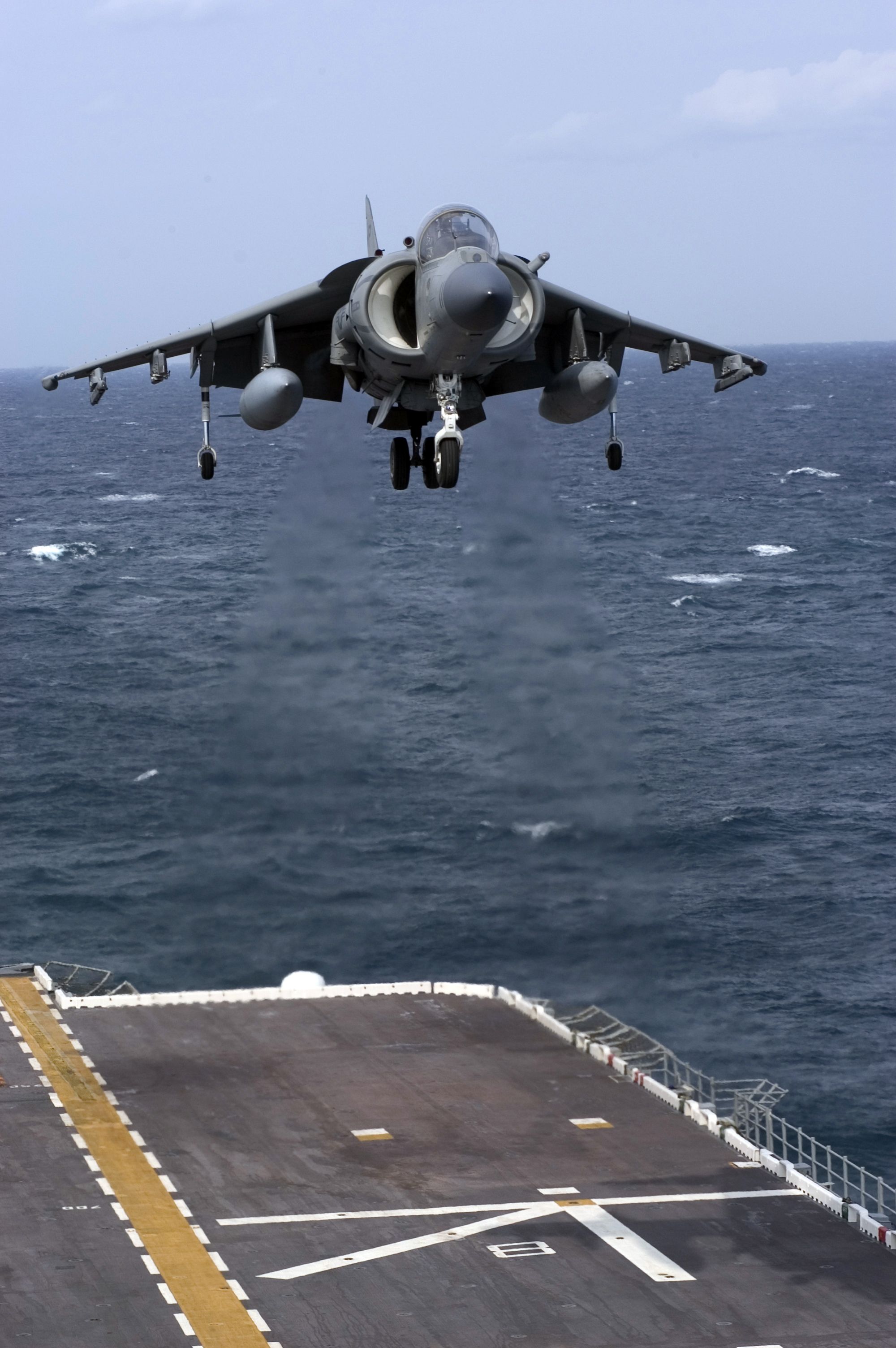
جت هوایی هَریِر، از معروف‌ترین و موفق‌ترین هواگردهای بال‌ثابت تک‌موتورهٔ عمودپرواز

هواگرد برخاست و فرود عمود (به انگلیسی: Vertical Take off and Landing) یا به اختصار ویتول (به انگلیسی: VTOL) که به صورت غیررسمی به آن هواگرد عمودپرواز می‌گویند، هواگردی است که می‌تواند بدون اتکا به باند فرودگاه به صورت عمودی از زمین بلند شده، در یک نقطه از هوا شناور گردد، و به صورت عمودی فرود بیاید. این طبقه‌بندی می‌تواند انواع مختلفی از هواگردها از جمله هلیکوپترها و همچنین هواگردهای ثابت‌بال با قابلیت جهت‌دهی رانش و سایر هواپیماهای هیبریدی با روتورهای نیرودار مانند سیکلوژیروس/سیکلوکوپتر و جایروداین را شامل شود.
برخی از هواپیماهای ویتول می‌توانند در حالت‌های دیگری نیز عمل کنند، مانند CTOL (برخاست و فرود متعارف)، STOL (برخاست و فرود کوتاه) یا STOVL (برخاست کوتاه و نشست عمودی). برخی دیگر، مانند برخی هلیکوپترها، تنها می‌توانند در حالت ویتول کار کنند، زیرا هواپیما فاقد ارابه فرود است که بتواند تاکسی کردن را انجام دهد. ویتول زیرمجموعه ای از V/STOL (هواگرد عمود پرواز/باند کوتاه) است.
برخی از هواپیماهای سبک‌تر از هوا نیز به عنوان هواگرد عمودبرخاست و فرود واجد شرایط هستند، زیرا می‌توانند به صورت عمودی از زمین بلند شده، در یک نقطه از هوا شناور گردند، و به صورت عمودی فرود بیایند.
علاوه بر هلیکوپترها که در همه جا وجود دارند، در حال حاضر دو نوع هواگرد ویتول در خدمت نظامی وجود دارد: هواگردهای tiltrotor، مانند بل بوئینگ وی-۲۲ آسپری، و هواپیماهای قادر به جهت‌دهی رانش، مانند خانواده Harrier و جنگنده تهاجمی مشترک F-35B Lightning II جدید. در بخش غیرنظامی در حال حاضر فقط هلیکوپترها استفاده عمومی دارند. به طور کلی، هواگردهای ویتول که قادر به STOVL هستند در هر کجا که ممکن است از آن استفاده می‌کنند، زیرا معمولاً وزن، برد یا بار برخاست را در مقایسه با ویتول خالص به طور قابل توجهی افزایش می‌دهد.